# Daniel Wiffen
Daniel Wiffen (ur. 14 lipca 2001) – irlandzki pływak, dwukrotny mistrz świata, olimpijczyk z Tokio 2020, mistrz olimpijski z Paryża 2024. Specjalizuje się w stylu dowolnym.

## Życie prywatne
Pochodzi z Magheralin w Irlandii Północnej, zdecydował się jednak reprezentować Irlandię; jednocześnie reprezentuje Irlandię Północną na Igrzyskach Wspólnoty Narodów. Studiuje informatykę na Loughborough University.

## Udział w zawodach międzynarodowych
| Impreza                                | Rok  | Miejsce    | Konkurencja               | Wynik    | Wynik   | Reprezentacja | Reprezentacja |
| Impreza                                | Rok  | Miejsce    | Konkurencja               | Czas     | Miejsce | Reprezentacja | Reprezentacja |
| -------------------------------------- | ---- | ---------- | ------------------------- | -------- | ------- | ------------- | ------------- |
| Igrzyska olimpijskie                   | 2020 | Tokio      | 800 m st. dowolnym        | 7:51.65  | 14.     | IRL           |               |
| Igrzyska olimpijskie                   | 2020 | Tokio      | 1500 m st. dowolnym       | 15:07.69 | 20.     | IRL           |               |
| Igrzyska olimpijskie                   | 2024 | Paryż      | 800 m st. dowolnym        | 7:38.19  | 01 !    | IRL           |               |
| Igrzyska olimpijskie                   | 2024 | Paryż      | 1500 m st. dowolnym       | 14:39.63 | 03 !    | IRL           |               |
| Igrzyska olimpijskie                   | 2024 | Paryż      | 10 km na otwartym akwenie |          |         | IRL           |               |
| Mistrzostwa świata w pływaniu          | 2022 | Budapeszt  | 800 m st. dowolnym        | 7:50.63  | 8.      | IRL           |               |
| Mistrzostwa świata w pływaniu          | 2022 | Budapeszt  | 1500 m st. dowolnym       | 14:57.66 | 9.      | IRL           |               |
| Mistrzostwa świata w pływaniu          | 2023 | Fukuoka    | 800 m st. dowolnym        | 7:39.19  | 4.      | IRL           |               |
| Mistrzostwa świata w pływaniu          | 2023 | Fukuoka    | 1500 m st. dowolnym       | 14:43.01 | 4.      | IRL           |               |
| Mistrzostwa świata w pływaniu          | 2024 | Doha       | 400 m st. dowolnym        | 3:46.65  | 7.      | IRL           |               |
| Mistrzostwa świata w pływaniu          | 2024 | Doha       | 800 m st. dowolnym        | 7:40.94  | 01 !    | IRL           |               |
| Mistrzostwa świata w pływaniu          | 2024 | Doha       | 1500 m st. dowolnym       | 14:34.07 | 01 !    | IRL           |               |
| Mistrzostwa Europy w pływaniu          | 2020 | Budapeszt  | 800 m st. dowolnym        | 7:55.02  | 11.     | IRL           |               |
| Mistrzostwa świata juniorów w pływaniu | 2019 | Budapeszt  | 800 m st. dowolnym        | 8:15.14  | 25.     | IRL           |               |
| Mistrzostwa świata juniorów w pływaniu | 2019 | Budapeszt  | 1500 m st. dowolnym       | 15:39.74 | 18.     | IRL           |               |
| Igrzyska Wspólnoty Narodów             | 2022 | Birmingham | 400 m st. dowolnym        | 3:46.62  | 4.      | NIR           |               |
| Igrzyska Wspólnoty Narodów             | 2022 | Birmingham | 1500 m st. dowolnym       | 14:51.79 | srebro  | NIR           |               |